# Airbus Helicopters
Airbus Helicopters (voorheen: Eurocopter) is een internationale helikopterfabrikant en leverancier van ondersteunende diensten. Het bedrijf is gevormd in 1992 uit de helikopterdivisies van het Franse Aérospatiale en het Duitse DaimlerChrysler Aerospace AG (DASA).
In 2001 was Eurocopters marktaandeel in de wereld en in Amerika respectievelijk 40% en 30%. Op 14 mei 2005 voerde een Eurocopter Ecureuil een hoverlanding uit op de Mount Everest. Hiermee werd het wereldrecord gezet voor de hoogste take-off.
Door de fusie van de ouders van de Eurocopter Group, is het bedrijf een volledige subdivisie van Airbus Group.

## Producten
- Eurocopter BK-117 (met Kawasaki Heavy Industries)
- Eurocopter EC-130
- Eurocopter EC-135
- Eurocopter EC-145
- Eurocopter EC155
- Eurocopter EC175
- Eurocopter EC725
- Eurocopter Colibri (EC 120 B)
- Eurocopter Cougar
- Eurocopter Dauphin
- Eurocopter Ecureuil
- Eurocopter Fennec
- Eurocopter Panther
- Eurocopter Super Puma
- Eurocopter Tiger

Door zijn aandeel van 62,5% doet Eurocopter ook mee met de productie van de NH-90-helikopter. Op enkele van de helikopters van Eurocopter draait de rotor met de klok mee, van bovenaf gezien, in tegenstelling tot de meeste Amerikaanse helikopters. Hierdoor moet de piloot met de pedalen tegenovergestelde bewegingen maken dan in een Amerikaanse helikopter. Voor de modellen ontwikkeld in Duitsland (BK-117, EC-145, BO-105, enz.) geldt dit niet. Eurocopter is ook een pionier met de "fenestron", een omhulde staartrotor die efficiënter en veiliger is.

## Affaire
Een Kazachse bestelling van 45 Eurocopter EC145 helikopters in juni 2011 gaf aanleiding tot de zogenaamde Trio-affaire. Als voorwaarde voor de bestelling van de Eurocopters zouden de Kazachse autoriteiten geëist hebben dat de Fransen het nodige deden om de Belgische vervolging tegen een Kazachs trio prominenten, waaronder Patoch Sjodijev, te beëindigen.

## Galerij

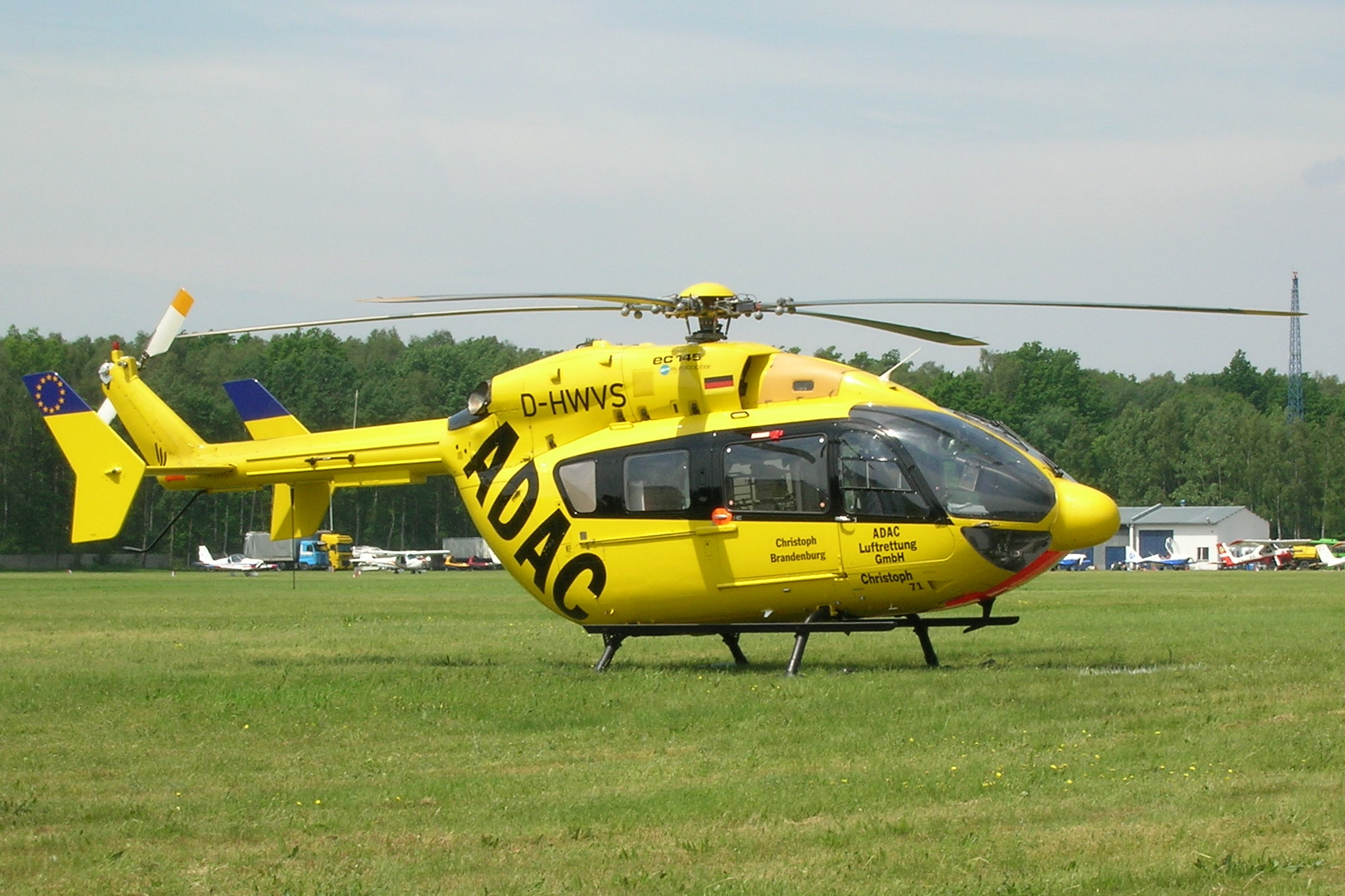
EC-145
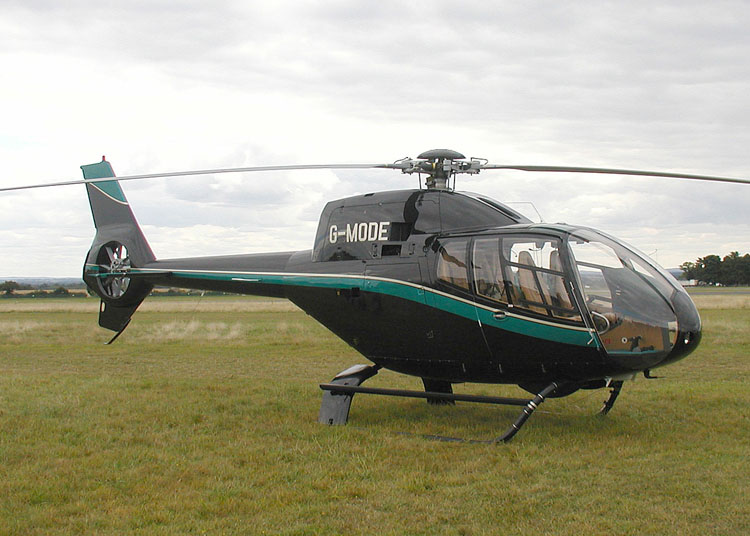
Colibri
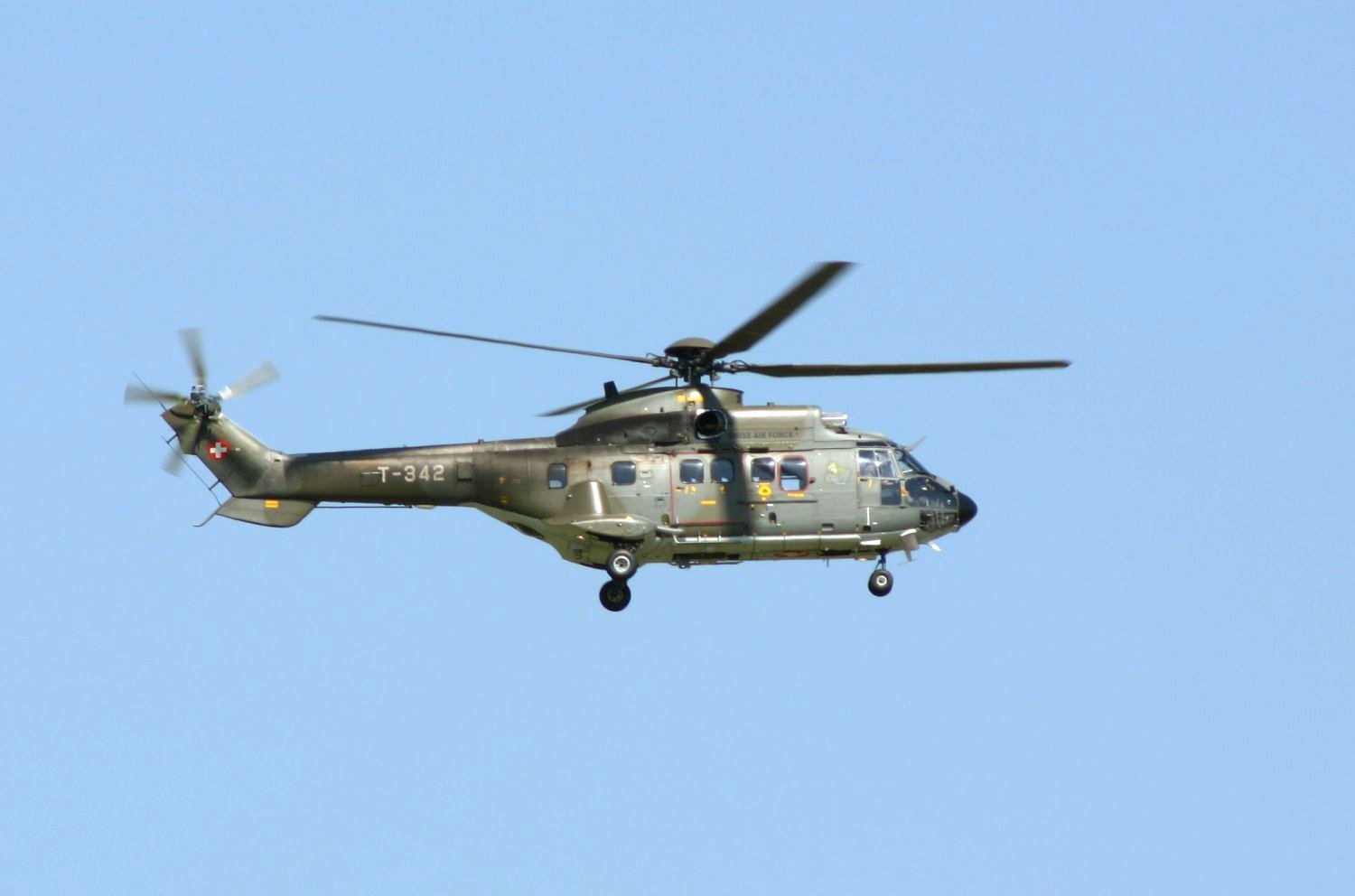
Cougar
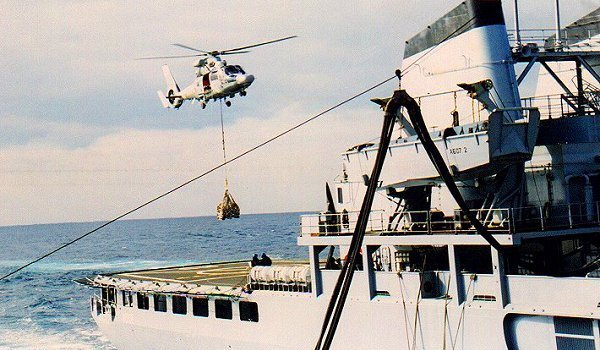
Panther
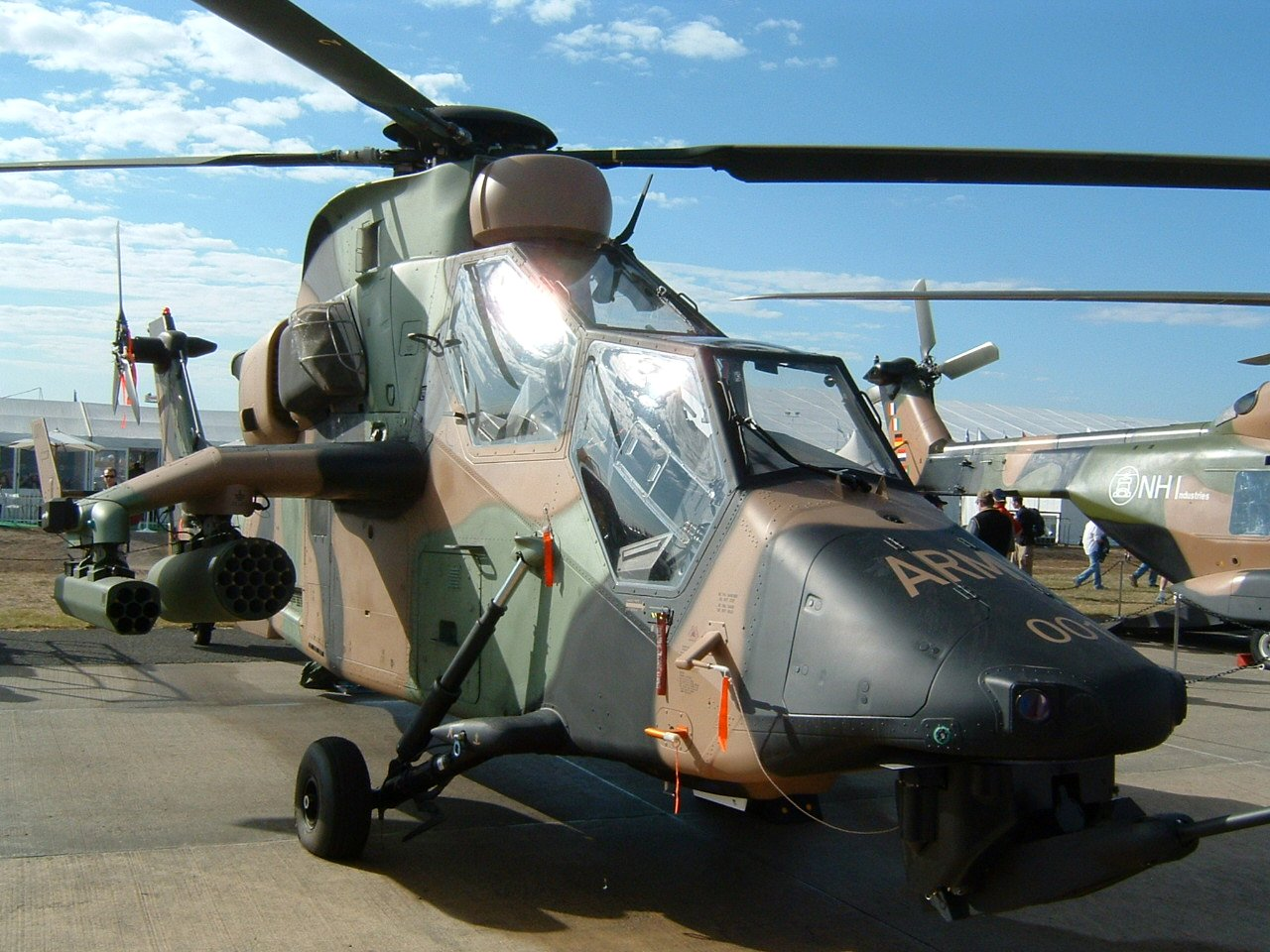
Tiger
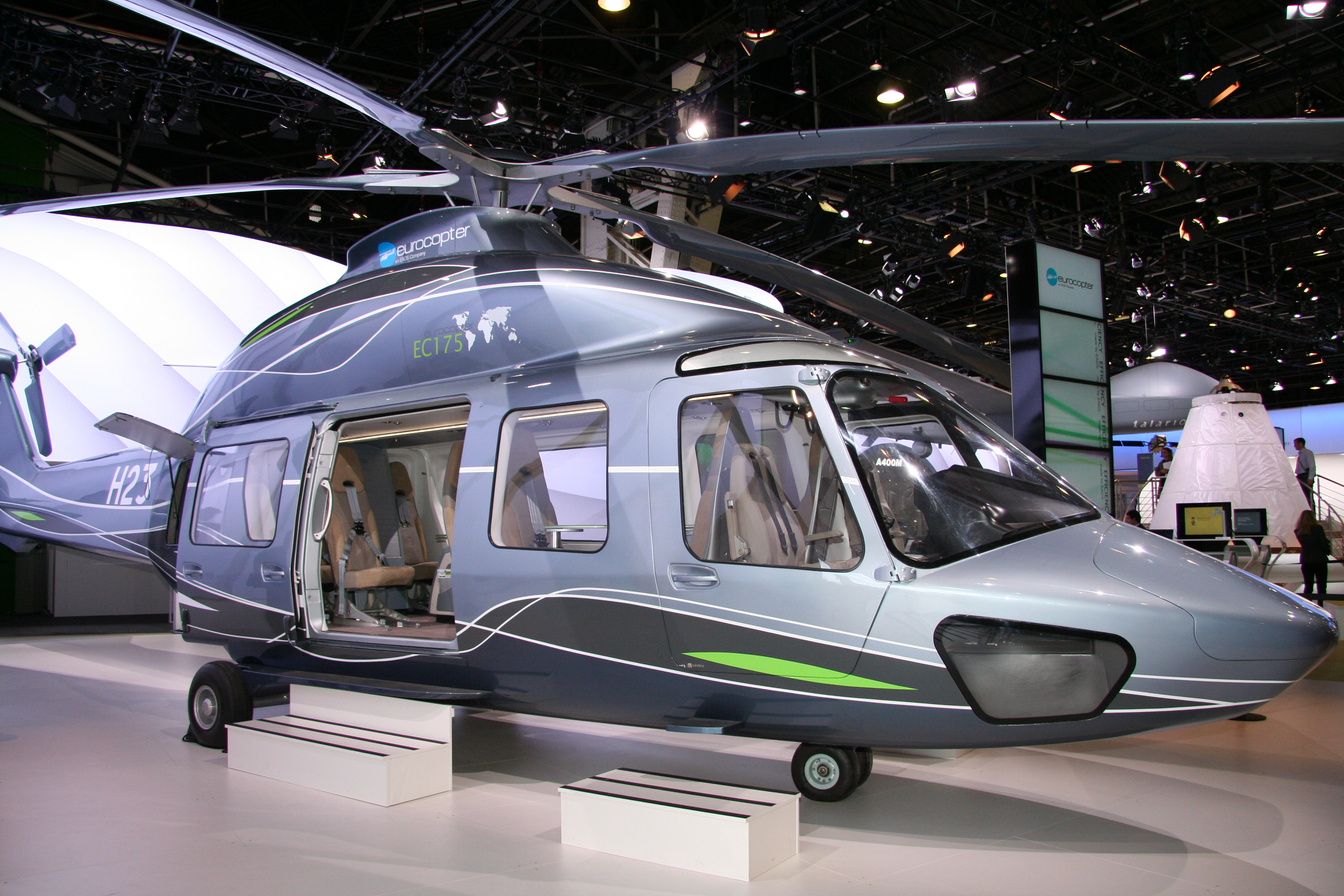
EC175